# 瑞克·桑切斯
理察德·丹尼爾·“瑞克”·桑切斯三世（英語：Rick Sanchez）是一名登場於Adult Swim電視動畫《瑞克和莫蒂》的虛構角色，由賈斯汀·羅蘭德和丹·哈蒙所創作，其原型取自《回到未來》的角色愛默·布朗博士。瑞克·桑切斯在《瑞克和莫蒂》中是一名有著酗酒習慣的天才科學家，而他和孫子莫蒂·史密斯同時也是劇中的主角。瑞克以他的魯莽、強硬、虛無主義、憤世嫉俗及悲觀主義的個性而聞名，並因此獲得了好評。在劇中，瑞克與莫蒂的配音皆由羅蘭德負責。
他被瑞克之跨界委員會正式稱作「瑞克·桑切斯C-137」，而他存在的宇宙便是地球C-137。在漫畫版中的瑞克存在於C-132（C-137偶爾也會出現），而在電子遊戲《口袋莫蒂》中的瑞克與莫蒂則皆是C-123。

## 人物
瑞克·桑切斯存在於地球C-137，是貝絲·史密斯的父親，以及莫蒂和桑美·史密斯的祖父。據說在《瑞克和莫蒂》開演前，他已離家出走了好幾年。他常帶著孫子莫蒂利用傳送槍或太空飛行車至其他異空間或星球冒險。在第三季中透露，瑞克的年齡為70歲。瑞克被塑造成一名瘋狂科學家，並會結合數學及科學來表達他的冷漠、憤世嫉俗和玩世不恭的態度，且還會為了自己安全而不顧後果，這也使得莫蒂常對此感到不滿。在一些集數中，瑞克也會拼命試圖挽回對他失去信賴的家人，創作者希望讓他看起來像是一副控制著局面的樣子，但實際上他根本沒有。
在「瑞克也瘋狂」一集中，瑞克透露自己在電池創造了一個微型宇宙，並讓當中的居民在不知不覺的情況下提供所需電力來發動自己的飛行車（或手機電源）。在這一集中，居民停止為瑞克的汽車發電，因為當中有名類似於瑞克性格的科學家也創造了自己的微型宇宙。瑞克在自己的微型宇宙中摧毀了該微型宇宙，並殺死了所有人。他對於自己的行為並未表現出懊悔，而是當他的原始的微型宇宙再次為車輛發電時，瑞克表現地很有滿足感。
瑞克的智慧在設定上出乎常人，並在「試播集」中暗示，他是名無神論者，因為他告訴桑美「上帝不存在...早點認清事實，妳將來會感謝我。」而瑞克在「瑞克的愛情魔藥」一集中表現了他對愛的鄙視，他聲稱這是「逼迫動物繁殖的化學反應。」
在第三季第一集「找回瑞克」中，透露了瑞克可能的過去。年輕時的瑞克是名善解人意的科學家，他相當喜愛自己的妻子黛安和女兒貝絲；當他在對初型傳送槍進行測試時，他遇見了瑞克委員會的成員，該名成員向他展示了傳送槍的成品並邀請他加入委員會，但卻被瑞克拒絕，並且承諾永遠放棄科學。但當瑞克打算和黛安娜與貝絲出門時，一枚炸彈被傳送過來，便炸死了黛安與貝絲。這使悲憤的瑞克快速地完成了傳送槍，從此後他便成為了一名總是被數學圍繞的冷漠科學家。但瑞克事後堅持聲稱這是個他創造的假記憶，並在該集結束時，瑞克將自己的憤怒出在莫蒂身上，他仍堅持表示他妻女的死亡是個假記憶，雖然這可能只是他為了隱藏對於真相的感情才會這麼說。
瑞克的口頭禪「Wubba Lubba Dub-Dub」最早出現在「米西魔術盒」中。這在鳥人（Birdperson）世界的母語中意味著「請幫幫我，我好痛苦。」

## 發展
瑞克·桑切斯是由賈斯汀·羅蘭德和丹·哈蒙所共同創作。2006年，羅蘭德創作了一支名為《The Real Animated Adventures of Doc and Mharti》的動畫短片，並在頻道101上首次對外公開；該片的內容是惡搞電影《回到未來》，而片中的角色愛默·布朗博士和馬蒂·麥佛萊就是瑞克與莫蒂的前身。後來，Adult Swim將該短片的概念發展成一部家庭元素的動畫，並將片中的愛默和馬蒂兩人轉化成瑞克與莫蒂這對祖父及孫子的組合。羅蘭德認為自己對瑞克所詮釋的配音是「可怕的愛默·布朗之狂躁形象。」

## 反響
該角色已獲得了正面的評價。談到瑞克一角的塑造和討喜度，丹·哈蒙說：「我們都是瑞克。但瑞克確實有著更重要的事情要辦。他比我們更了解一切。所以，你給他的是厭倦和輕視和自戀和反社會的權利。」Inverse的艾蜜莉·高德特寫道，粉絲們在遭遇不幸的兩季中愛上了（瑞克）。

## 外部連結
- 互联网电影数据库上瑞克·桑切斯的资料